# Абрамович, Иосиф Исаакович
Иосиф Исаакович Абрамович (1903 — 1962) — советский учёный в области химического машиностроения, лауреат Сталинской премии.

## Биография
Родился в Перми 23 октября 1903 года в семье купца.
Окончил Пермскую мужскую гимназию (1918, с золотой медалью) и механический факультет МВТУ по специальности «Подъёмные и транспортирующие сооружения» (1926, дипломный проект «Башенный поворотный кран п/с 150 тонн»).
- 1920—1926 на Мытищинском вагонном заводе в должностях от ученика токаря до заведующего производством.
- 1926—1928 инженер-конструктор в Мельстрое;
- 1928—1929 старший инженер-конструктор, затем главный инженер Проектного бюро Отдела нового машиностроения Всесоюзного машино-технического синдиката;
- 1929—1930 главный механик, затем начальник и главный инженер Проектно-монтажного управления стеклофарфоровой промышленности (Стеклострой).
- 1930—1932 начальник работ по реконструкции Ижевских оружейных и сталеделательных заводов. Под его руководством построены ТЭЦ, мартеновский и сталеволочильный цеха, прокатный цех с блюмингом, газогенераторная станция.
- 1932—1935 главный инженер строительства Каширского электровозного завода (Ступино);
- 1935 — главный инженер НИИ внутризаводского транспорта (Гинстальмост);
- 1935—1936 начальник строительства Верхне-Салдинского завода;
- 1936—1940 — руководитель СКБ при МГУМП (Москва).

С мая 1939 руководил монтажом оборудования литейно-прокатного завода Комбината № 150, затем — главный инженер по строительным и монтажным работам на строительстве Куйбышевского узла специальных заводов в Управлении особого строительства НКВД СССР (за 2,5 года построено 11 заводов, ТЭЦ, жилые дома площадью около 500 тыс. кв. метров и ряд специальных объектов. Имел воинское звание инженер-полковник.
Преподавательская работа:
В 1928—1930 читал курсы «Детали машин» и «Грузоподъёмные машины» в Вечернем рабочем техникуме, в 1930 — во Всесоюзной промышленной академии, с 1930 г. — на кафедре технической механики МХТИ, затем МИХМ (1932—1940).
С 1945 по 1954 год зав. кафедрой деталей машин МИХМ.
По совместительству преподавал на кафедре деталей машин МАИ (1943—1945) и читал курсы «Монтаж подъемно-транспортного оборудования» и «Подъемно-транспортное оборудование промышленных предприятий» в МВТУ (1943).
В 1938 защитил кандидатскую диссертацию на тему «Исследование сопротивлений движений мостового крана». В 1946 утверждён в учёном звании профессора.
Соавтор двухтомного учебника с атласом чертежей:
- Грузоподъёмные машины. В 2 т. М. (совместно с Л. Г. Кифером).

Публикации: http://nlr.ru/e-case3/sc2.php/web_gak/lc/437/1
Лауреат Сталинской премии (1946; за 1943—1944 гг.) — за разработку проекта и коренное усовершенствование методов строительных работ, обеспечивших скоростное строительство авиационных заводов. Награждён орденами Ленина и Трудового Красного Знамени.
Умер в Москве в ноябре 1962 года. Похоронен на Донском кладбище (участок 4).